# شارع الوكالات

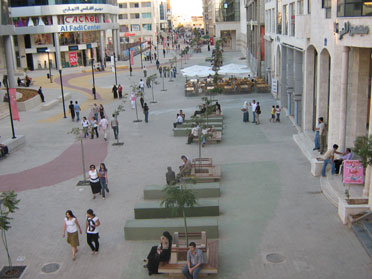
شارع الوكالات

شارع الوكالات (بالإنجليزية: Wakalat Street)، ويُعرف أحيانًا باسم شارع العلامات التجارية، هو شارع تجاري بارز يقع في منطقة الصويفية بمدينة عمّان، الأردن. يُشتق اسمه من الكلمة العربية "وكالات"، في إشارة إلى وفرة متاجر الألبسة التي تمثّل علامات تجارية عالمية على امتداد الشارع.

## إعادة التأهيل والتخطيط الحضري
خضع الشارع لعملية إعادة تأهيل شاملة في عام 2007، نُفّذت بإشراف مكتب "تراث" للاستشارات، بقيادة المعماري والأكاديمي الأردني رامي ضاهر، استنادًا إلى إرشادات أولية صاغها مصمم المدن الدنماركي يان غيل.
شملت أعمال التأهيل تبليط الأرصفة، وتشجير الشارع، وتنظيم اللوحات الإعلانية، وتوفير مقاعد جلوس. وقد هدفت هذه المبادرة إلى إنشاء مساحة حضرية مخصصة للمشاة في عمّان، تُمكّن الناس من التنقل بحرية وأمان بعيدًا عن حركة المركبات، لتُصبح بذلك أول منطقة عامة مخصصة للمشاة بهذا المستوى في المدينة.
مع ذلك، أُزيلت المقاعد لاحقًا إثر شكاوى من بعض أصحاب المتاجر الذين اعتبروا أن وجود بعض الأشخاص المتجولين أو "غير المرغوب فيهم" يُقلق الزبائن ويؤثر سلبًا على النشاط التجاري.